# Андрес Флорес
Андрес Флорес (ісп. Andrés Flores, нар. 31 серпня 1990, Сан-Сальвадор) — сальвадорський футболіст, півзахисник клубу «Нью-Йорк Космос» та національної збірної Сальвадору.

## Клубна кар'єра
Народився 31 серпня 1990 року в місті Сан-Сальвадор. Розпочав займатись футболом в Academia Chelona, де його помітили представники аргентинського «Рівер Плейта». Там футболіст провів три роки, проте до першої команди пробитись не зумів 
У середині 2009 року він повернувся на батьківщину, ставши гравцем «Ісідро Метапана», де він відразу ж завоював собі місце в стартовому складі і провів три сезони, завоювавши чотири чемпіонські титули, останній з яких в грудні 2011 року.
29 січня 2012 року був відданий в оренду в данський «Віборг». Через травми він зіграв лише одну гру чемпіонату і кілька матчів в Кубка Данії, де він забив два голи, після чого повернувся в «Ісідро Метапан». Цього разу відіграв за команду з Метапана наступні два сезони своєї ігрової кар'єри. Більшість часу, проведеного у складі «Ісідро Метапан», був основним гравцем команди.
18 липня 2014 року перейшов в клуб NASL «Нью-Йорк Космос» . Дебютував за клуб 2 серпня 2014 року в матчі проти «Кароліни Рейлгокс» (0:1), а в наступному матчі 9 серпня забив свій перший гол за «Космос», принісши перемогу 2:1 над «Атлантою Сілвербекс». Проте через травму підколінного сухожилля до кінця сезону сальвадорець зіграв лише у восьми іграх і забив 1 гол, але з наступного сезону став основним гравцем команди, з якою виграв чемпіонат NASL у 2015 та 2016 роках. Наразі встиг відіграти за команду з Нью-Йорка 67 матчів в національному чемпіонаті.

## Виступи за збірні
2007 року Флорес виступав за юнацьку збірну Сальвадору U-17 на молодіжному чемпіонаті Північної Америки.
Протягом 2010 року залучався до складу молодіжної збірної Сальвадору і брав участь у молодіжному чемпіонаті Північної Америки, де він забив гол у матчі проти Гондурасу (2:2), а його команда вибувала з турніру на груповому етапі. Всього на молодіжному рівні зіграв у 7 офіційних матчах, забив 3 голи.
19 березня 2008 року дебютував в офіційних матчах у складі національної збірної Сальвадору в товариській грі проти Тринідаду і Тобаго (0:1). 
2011 року він був гравцем Центральноамериканського кубка, де зіграв всі п'ять матчів, а його команда в підсумку посіла четверте місце. Через кілька місяців він учасником розіграшу Золотого кубка КОНКАКАФ 2011 року в США, де провів всі чотири зустрічі, а сальвадорці закінчили свою участь в чвертьфіналі. 
У січні 2013 року знову взяв участь в Центральноамериканському кубку і зайняв з командою третє місце в турнірі. Влітку того ж року був учасником Золотого кубка КОНКАКАФ 2013 року в США, де зіграв у чотирьох матчах, а збірна знову вилетіла в чвертьфіналі.
У подальшому у складі збірної був учасником Золотого кубка КОНКАКАФ 2015 року у США і Канаді та Золотого кубка КОНКАКАФ 2017 року в США.
Наразі[коли?] провів у формі головної команди країни 61 матч.

## Досягнення
- Чемпіон Сальвадору: Клаусура 2009, Клаусура 2010, Апертура 2010, Апертура 2011
- Переможець NASL: 2015, 2016